# Episodi di Deep State (prima stagione)
La prima stagione della serie televisiva Deep State, composta da 8 episodi, è stata trasmessa in prima visione nel Regno Unito su Fox dal 5 aprile al 24 maggio 2018.
In Italia la stagione è andata in onda sul canale satellitare Fox dal 9 aprile al 28 maggio 2018.
| nº | Titolo originale    | Titolo italiano     | Prima TV UK    | Prima TV Italia |
| -- | ------------------- | ------------------- | -------------- | --------------- |
| 1  | Old Habits          | Vecchi fantasmi     | 5 aprile 2018  | 9 aprile 2018   |
| 2  | A Kind of Warfare   | La confessione      | 12 aprile 2018 | 16 aprile 2018  |
| 3  | The Man Came Around | Caccia all'uomo     | 19 aprile 2018 | 23 aprile 2018  |
| 4  | Reunion             | Ritrovarsi          | 26 aprile 2018 | 30 aprile 2018  |
| 5  | Merger              | Fusioni             | 3 maggio 2018  | 7 maggio 2018   |
| 6  | Stories             | Storie              | 10 maggio 2018 | 14 maggio 2018  |
| 7  | White Noise         | Rumore bianco       | 17 maggio 2018 | 21 maggio 2018  |
| 8  | Blood in the Sand   | Sangue sulla sabbia | 24 maggio 2018 | 28 maggio 2018  |